# Тирамахан Траоре
Тирамахан Траоре (манд. Tirimakhan Trawally; XII век — XIII век) — военачальник Сундиаты Кейта и ранней империи Мали.

## Биография
Тирамахан Траоре был сыном охотника Даамансы Вуладинга. Около 1235 года уже взрослы Траоре поддержал Сундиату в войне с Сумаоро Канте. В 1235 году объединённая армия Сундиаты победила армию Канте и Сундиата основал империю Мали.
В том же году он отправил в Джолоф караван, чтобы купить лошадей, но все ее члены были убиты, за исключением одного, которого отправили обратно в Мали с оскорбительным посланием. Тогда Сундиата решил отомстить, отправив огромную армию из 75 000 человек, включая 40 000 свободных мужчин, а также 35 000 рабов и многочисленных ремесленников. Армией командовал Тирамахан Траоре, также вместе с ним Сундиата отправил своего сына Ули в знак доверия и чтобы тот учился у Траоре. Армия двигалась год до своей цели.
В войне с Джолофом Траоре смог победить и в битве у реки Гамбия даже смог убить императора Джолофа. Он переправился через реку в том месте, где сейчас находится Бассе Санта Су и основал там деревню Кабакама. Затем Тирамахан завоевал королевство Каабу. После завоевания Каабу Траоре начал войну с байнуками (народ проживающий на территории современного Сенегала).
Несколько лет спустя Траоре двинулся на столицу байнуков — Мампатим. В битве он победил, одолев предводителя байнуков Кикикору. Там он основал много новых городов мандинка и в конечном итоге умер в Мампатиме и был похоронен в Бассе. Над могилой Тирамахана Траоре росло дерево, которое сохранилось до XIX века.